# Abbiamo vinto!
Abbiamo vinto! è un film del genere satirico del 1951 diretto da Robert Adolf Stemmle.

## Trama
Augusto Fabriano, un pittore, dopo avere passato diversi anni da esule all'estero durante il regime fascista, accumulando una discreta fortuna, dopo il 25 luglio 1943 rientra in Italia. All'euforia iniziale, giunge ben presto l'armistizio dell'8 settembre, e viene accolto da Pasquale Nardecchi, un professore suo parente, sposato con una figlia, il quale per evitare il peggio lo fa alloggiare nella soffitta della casa; Augusto, per riconoscenza, gli affida tutti i suoi risparmi da utilizzare una volta finito il conflitto, ma Pasquale viene convinto dal fidanzato di sua figlia, Giorgio Silvestri, a prestargli una parte del denaro per cominciare a lavorare in una tipografia di sua proprietà con la finalità di sistemarsi nella carriera e di sposarsi.
Le cose non vanno però per il verso giusto; la guerra non termina e i familiari devono spendere tutte le rimanenti sostanze di Augusto. Rimasti senza soldi, Pasquale, la moglie Amalia e la figlia Elsa decidono di fornire informazioni non veritiere sull'andamento del conflitto attraverso false trasmissioni radiofoniche, e volantini fatti stampare apposta da Giorgio. Dopo la liberazione, all'arrivo degli alleati, al pittore viene fatto credere che in realtà sono stati i tedeschi, e non gli americani, ad aver vinto la guerra. Il gioco pericoloso continua fino a quando Elsa decide di recarsi nella soffitta per raccontare tutta la verità ad Augusto; costui, quando scende dopo moltissimo tempo nel piano inferiore, trova i suoi parenti ancora vestiti con la divisa della milizia. Alcuni soldati statunitensi, avvisati sugli eventi strani che accadono nella casa, riescono ad entrare nell'appartamento, e mettono agli arresti tutti i componenti della famiglia.
Dopo diverse incomprensioni e litigi, arriva la chiarificazione finale; Giorgio ed Elsa si sposeranno, l'intera famiglia riprenderà possesso del loro appartamento ma Augusto preferirà tornare a vivere per conto suo, ricominciando tutto da capo e non lamentandosi più di tanto per la perdita dei suoi risparmi, sostenendo che è ben più importante aver riconquistato la libertà.

## Produzione
Venne girato negli studi I.C.E.T. di Milano. È il film d'esordio, come interprete, di Mario Carotenuto.

## Distribuzione
Iscritto al P.R.C. con il n. 979, venne presentato alla Commissione di Revisione Cinematografica il 28 dicembre 1950. Ottiene il visto di censura n. 9.234 il 19 gennaio 1951.